# A3-as autópálya (Franciaország)
Az A3-as autópálya (franciául: Autoroute A3) egy 18 km hosszúságú autópálya Franciaországban Párizs és Roissy-en-France között, amely érinti Párizst, Seine-Saint-Denis és Val-d’Oise megyét. Építését 1969-ban kezdték.
Fenntartója a DIR Île-de-France.

## Csomópontok
Az A3-as autópálya az alábbi autópályákkal áll kapcsolatban (zárójelben a közigazgatási egység):
- boulevard périphérique de Paris (Párizs)
- A186-os autópálya (Montreuil)
- A86-os autópálya (Rosny-sous-Bois)
- A103-as autópálya (Noisy-le-Sec)
- A86-os autópálya (Bondy)
- A1-es autópálya (Roissy-en-France)